# Manuela Castaño Hernández
Manuela Castaño Hernández (Salvatierra de los Barros, Badajoz, 7 de marzo de 1941- Badajoz, 9 de noviembre de 2006) fue una pintora extremeña. Falleció en 2006 a causa de una insuficiencia respiratoria, enfermedad que padecía de forma crónica hacía una década. Estaba casada con el también pintor y escultor extremeño Rafael Piedehierro, con el que tenía una hija. 

## Formación y pintura
En el curso 1960-61, ingresó en la "Escuela de Artes y Oficios Adelardo Covarsí" de Badajoz.
En 1963 en la Escuela Superior de Bellas Artes “Santa Isabel de Hungría” de Sevilla. Finalizó sus estudios en el año 1968.
En el curso 1968-69 ingresó como profesora de dibujo en un Instituto Nacional de Bachillerato, función que desempeñó hasta el curso 1988-89. Se jubiló como profesora Numeraria en el año 1988.
Una de su serie más conocida es la Serie Negra , con una fuerte carga social, de la que evolucionó de un expresionismo hacia una figuración muy esquematizada.

## Distinciones obtenidas
- 1967: Premio de la Real Academia de Bellas Artes de Sevilla.
- 1968: Copa de la Jefatura Provincial del Movimiento, convocada por el Colegio Mayor Fernando III el Santo, en colaboración con la Delegación Comisaría para el S.E.U. de Sevilla.
- 1969: Nombramiento como Becaria Distinguida, título que recibió de manos de El Jefe del Estado en Madrid el 17 de julio.
- 1969: Primer Premio de Pintura en la XIII Exposición Provincial de arte celebrada en Badajoz del 14 al 20 de julio.

## Exposiciones
- 1969: Salvatierra de los Barros (Badajoz).
- 1970: Badajoz. Salas de arte de la Delegación de Cultura de la Excma. Diputación Provincial.
- 1970: Madrid. Galería (La Elipa).
- 1975: Badajoz. Galería Crónica.
- 1978: Cáceres. Plaza de San Jorge.
- 1978: Cáceres. Durante la celebración del I Congreso de Emigrantes Extremeños, en los Salones de la Universidad Laboral Hispanoamericana. Esta exposición fue filmada íntegramente por Televisión Española.
- 1978: Badajoz. Sala Rayuela.
- 1978: Mérida. Plaza de España.
- 1978: Badajoz. Plaza de San Francisco.
- 1978: Cáceres. Arroyo de la Luz.
- 1978: Cáceres. San Martín de Trevejo.
- 1978: Mérida. Casa de la Cultura.
- 1979: Mérida. Pub Rivolta.
- 1979: Cáceres. Malpartida de Cáceres.
- 1979: Montijo. Confección de Murales y Exposición en el Ayuntamiento.
- 1979: Jerez de los Caballeros. Semana Extremeña.
- 1979: Madrid. Centro Cultural “Manuel Pacheco”.
- 1980: Madrid. Centro Cultural “Manuel Pacheco”.

• Ha participado en diferentes exposiciones por pueblos y plazas de Extremadura, tanto de forma individual como colectiva (junto a un grupo de pintores participó en el proyecto “Arte en la calle”), en su afán por difundir la cultura a los pueblos.
Ha participado en los siguientes cursos:
- 1976: Técnicas del Diseño. Sevilla.
- 1976: Actitud Pedagógica. Badajoz.
- 1977: La Formación Estética como instrumento de interdisciplinariedad. Badajoz.
- 1977: Monitores de Cine. Badajoz.